# بوبي إي. براون
بوبي إي. براون (بالإنجليزية: Bobbie E. Brown)‏ هو عسكري أمريكي، ولد في 2 سبتمبر 1907 في دبلن في الولايات المتحدة، وتوفي في 8 نوفمبر 1971.